# Entertainment Software Rating Board
Az Entertainment Software Rating Board (ESRB, magyarul „szórakoztató szoftvereket minősítő tanács”) egy nonprofit szervezet ami számítógépes- és videójátékok, szórakoztató szoftverek korhatárait határozza meg, továbbá promotálja ezt a tevékenységet, és internetes adatvédelmi elveket ír elő Kanadában és az Amerikai Egyesült Államokban.
Az Entertainment Software Association (régebben Interactive Digital Software Association) hozta létre 1994-ben. 9 év múlva, 2003. elejére már több mint 8000 játékot sorolt be, nem kevesebb mint 350 kiadótól. Évente átlagosan 1000 darab játékot sorolnak be. 2006. közepén az ESRB elnöke azt mondta, hogy történetük során több mint 12000 játékot jelöltek meg.
Az ESRB a játékokat a tartalmuk alapján sorolja be, hasonlóan több ország mozgókép besoroló rendszeréhez. Céljuk, hogy segítsenek a használóknak megállapítani a játékok tartalmát. A besorolás megjelenik a játék dobozán, adathordozóján, reklámjaiban és a weblapján.
A besorolási rendszer nem kötelező, viszont a legtöbb játékot így is besoroltatják a kiadók, mert az üzletek többsége polcain nem árul besorolatlan játékokat.

## Besorolások
Az ESRB szimbólumai az ábécé stilizált betűi. Minden betű jelentést hordoz, és egy pillantás alatt be lehet azonosítani a játék tartalmát. Az ESRB jelenleg 7 különböző besorolást használ. 

### Jelenlegi
| Röv. | Besorolás                                                 | Aktív évei | Leírás |
| ---- | --------------------------------------------------------- | ---------- | --- |
| eC   | Early Childhood (Korai gyermekkor)                        | 1994 óta   | Tartalmilag megfelelő 3 éves vagy idősebb gyerekeknek. Az ilyen besorolású játékok nem tartalmaznak semmi olyat, amit a szülők vagy a pedagógusok elfogadhatatlannak találnának. Ezeket a játékokat nagyrészt a fiatal gyerekek számára szánják és természetüknél fogva tanító jellegűek. |
| E    | Everyone (Mindenki)                                       | 1994 óta   | Tartalmilag lehet, hogy nem alkalmas 6 évesnél fiatalabb gyerekeknek. A játékok ebben a kategóriában tartalmazhatnak minimálisan mesét, kitalált vagy mérsékelt erőszakot. Ilyen játék például a Sonic Adventure, a Mario sorozat, vagy a Lego Star Wars: The Video Game. |
| E10+ | Everyone 10 and older (Mindenki aki 10 éves vagy öregebb) | 2005 óta   | Tartalmilag lehet, hogy nem megfelelő 10 évesnél fiatalabb gyerekeknek. A játékok tartalmazhatnak több mese-szerű elemet, rajzfilmszerű háborút, kitalált vagy mérsékelt erőszakot, szókimondó szövegeket, animált vért és/vagy kétértelmű témákat. A besorolást az ESRB 2005. március 2-án vezette be. Ilyen besorolású játékok például: a Madagascar, a Sonic Unleashed vagy a Spore. Malajziában a besorolást a "Mindenki" (E) besorolással cserélték le. |
| T    | Teen (Tinédzser)                                          | 1994 óta   | Tartalmilag lehet, hogy nem megfelelő 13 évesnél fiatalabb gyerekeknek. Az ilyen besorolású játékok tartalmazhatnak erőszakot, kétértelmű témákat, morbid humort, kevés vért, szimulált szerencsejátékot és ritkán használt káromkodásokat. Teen besorolású játékok például a Guitar Hero sorozat, a The Sims sorozat vagy a Need for Speed néhány része. |
| M    | Mature (Érett)                                            | 1994 óta   | Tartalmilag lehet, hogy nem megfelelő 17 évesnél fiatalabbaknak. Az ilyen játékok tartalmazhatnak intenzív erőszakot (sokkal többet, mint a Tinédzser besorolásnál), vért és alvadt vért, szexualitással kapcsolatos témát vagy tartalmat, alkohol- vagy droghasználatot, továbbá gyakran használ káromkodásokat. Érett játékok például a Halo: Combat Evolved, a Fallout 3, a Resident Evil, a Grand Theft Auto sorozat vagy a Gears of War. Több amerikai és kanadai üzlet az ilyen játékok kiszolgálását 17 évesnél fiatalabb gyerekeknek, kizárólag szülői jelenlét mellett vagy szülői engedéllyel teljesítik. Néhány M-besorolású jelnél a "Mature" szó mellett megtalálható a 17+ jelzés is. |
| Ao   | Adults Only (Csak felnőttek)                              | 1994 óta   | Tartalmilag nem megfelelő a 18 évesnél fiatalabbaknak, továbbá legálisan nem veheti meg vagy játszhat vele, aki ez alatt a kor alatt van. Besorolhatnak ide szexet, meztelenséget vagy vérrel és alvadt vérrel történő extrém erőszak-ábrázolást tartalmazó felnőtt videójátékokat. 2007 augusztusában huszonöt olyan termék volt, ami ezt a besorolást kapta. Az AO besorolás nem kedvelt a rendkívüli megkötések miatt. Továbbá a főbb videójátékkonzol-gyártók, mint a Nintendo, Sony és a Microsoft szigorúan tiltják az AO besorolással rendelkező játékok megjelentetését és eladását. Ezért a nagyobb játékkiadók, amiknek játéka AO besorolást kapott, gyakran "lehangolják" a játékot, azzal a szándékkal, hogy megkapják az M besorolást. Példa erre a Grand Theft Auto: San Andreas és a Manhunt 2. |
| RP   | Rating Pending (Besorolás alatt)                          | 1994 óta   | A terméket elküldték az ESRB-nek és vár a végső besorolásra. Ezt a szimbólumot a reklámozási időszak alatt használják a játékoknál. Azonban, miután besorolták a játékot, a reklámoknak tartalmazniuk kell a hivatalos ESRB besorolást. |

## Tartalomleírás

### Jelenlegi
- Alcohol Reference - Utalás és/vagy kép alkoholos italokról.
- Animated Blood - Átszínezett vér és/vagy nem valósághű vér ábrázolása.
- Blood - Vér ábrázolása.
- Blood and Gore - Vér ábrázolása vagy testrészek csonkítása.
- Cartoon Violence - Erőszakos cselekmények, meseszerű szituációk, karakterek. Tartalmazhat olyan erőszakot, ahol a karakter sértetlen marad.
- Drug Reference - Utalás és/vagy képek illegális drogokról.
- Edutainment - A termék tartalma a felhasználó készségeit javítja vagy megerősíti, miközben szórakoztató jellegű. A készségfejlesztés a termék része.
- Fantasy Violence - Erőszakos cselekmények a fantasy környezetben, embereket és nem emberi karaktereket tartalmazva, olyan helyzetekben amelyek könnyen megkülönböztetők a valós élettől.
- Informational - A termék tartalmilag teljesen oktató jellegű, tartalmaz adatokat, tényeket vagy felhasználható anyagokat.

## Lásd még
- Egységes Európai Játékinformációs Rendszer (PEGI)
- OFLC
- CERO

## Külső hivatkozások
- ESRB.org A szervezet hivatalos oldala (angolul)
- The ESA.com Az Entertainment Software Association honlapja (angolul)